# Folgefonna

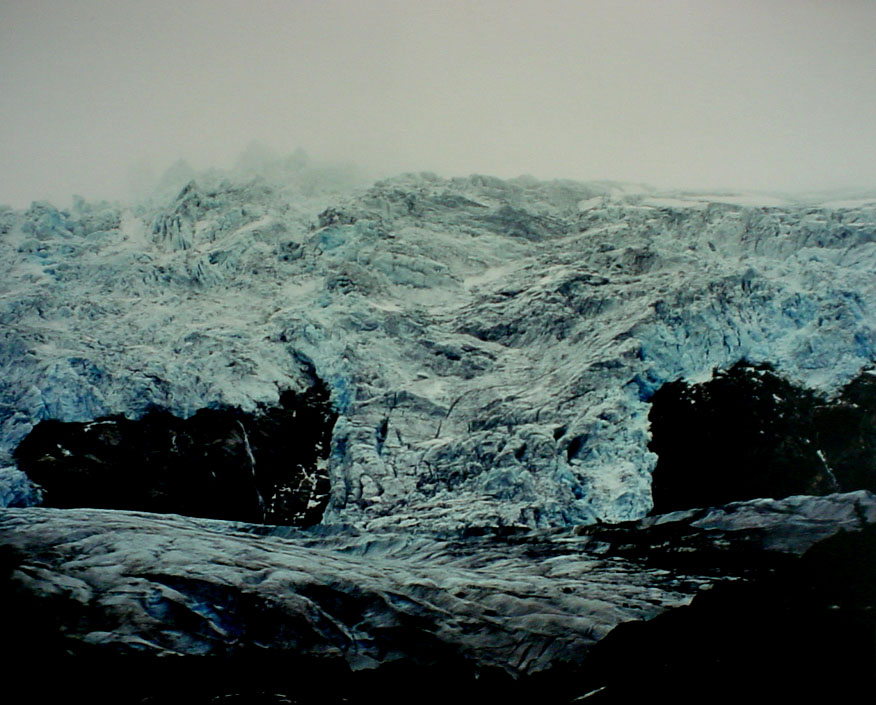
Del av Folgefonna

Folgefonna, även känd som Folgefonni, är Norges tredje största glaciär (efter Jostedalsbreen och Svartisen). Den ligger på gränsen mellan de tre kommunerna Etne, Kvinnherad och Ullensvang i Vestland fylke, mellan Hardangerfjorden och Sørfjorden.
Glaciären har en yta av 207 km², och dess högsta punkt ligger 1660 meter över havet. Glaciären är består av tre delar, uppdelade via djupa dalar; den största delen ligger i söder.
Glaciären uppkom för cirka 2 500 år sedan i en period med låga temperaturer. Den 29 april 2005 inrättades Folgefonna nationalpark, med en yta på 720 km², för att skydda glaciärens område. 
Under berget finns sedan 2001 en 11 150 meter lång tunnel.